# Los Silver Rockets
Los Silver Rockets fueron un grupo mexicano de rock and roll y balada, fundado en la Ciudad de México en 1960. Fueron uno de los grupos del género de rock and roll con más piezas originales (de su inspiración) en la década de los años 60.

## Historia
A principios de los 60 surge un grupo de jóvenes de la Ciudad de México, con deseos de proponer Rock and Roll original en español. La duración del grupo fue breve por la escasa promoción que recibieron. El grupo estuvo comandado por el joven compositor de Rock and Roll: Óscar Cossío Flores, quien al disolverse el grupo formaría la agrupación Los Explosivos, grabando 1 LP en Orfeón y algunos sencillos.

## Discografía
Se limita a 18 temas, incluidos en 1 LP con 12 canciones, y 2 sencillos con los 4 temas restantes. Todo esto grabado para Discos Musart hacía 1961. Grabaron además en U.S.A. algunas piezas (por lo menos 1 sencillo) como "La Perla" y "Tu maldición" posteriormente.

## Éxitos
- "El Uni-Rock", o "Rock Universitario" (de Óscar Cossío Flores)
- "La Pecosita" (de Óscar Cossío Flores)
- "Aquel primer beso" (de Felipe Lara) (Director Musical de la revista "Guitarra Fácil")
- "La perla" (de Óscar Cossío Flores)
- "El Rock de Los Gatos" (de Óscar Cossío Flores)
- "El Rock del Espacio" (de Óscar Cossío Flores)
- "San Luis Blues" (tema instrumental, cóver)
- "Muchacho zafado" (de Óscar Cossío Flores)
Es posible encontrar en formato de CD algunas piezas del grupo, publicadas por Musart entre 1991 y 2000, como son: El Uni-rock. La pecosita, San Luis Blues, El rock de los gatos y El rock del espacio.

## Anécdotas y vida personal
- Bertha Elisa Noeggarath (Dulce) Adoptó su nombre artístico gracias a Óscar Cossío Flores, conocido como "Tobi". Tobi, reconocido cantante, arreglista y compositor mexicano, fue miembro de la banda Tobi y sus amigos en la década de 1960, Dulce inició su carrera musical utilizando su nombre de nacimiento. Sin embargo, fue Tobi quien la sugirió adoptar el nombre artístico de "Dulce", el cual la acompañó durante toda su trayectoria en la música mexicana, Este reconocimiento  la influencia de Tobi en la carrera de Dulce y su contribución al panorama musical de México.
- Uno de sus mayores éxitos, la canción "La Pecosita" fue grabado por el roquero hispano Miguel Ríos (entonces Mike Ríos), constituyéndose en uno de sus primeros éxitos interpretativos, y un éxito para "El Tobi" (Óscar Cossío Flores).

- Juan José Caballero Porras, el segundo bajista de la agrupación, es uno de los fundadores de La Tropa Loca, agrupación que a fines de los 60 grabó rock and roll y balada, con la que aún realiza giras constantemente.

- Felipe Lara Arteaga (requinto y compositor),  continuó su actividad artística en dos revistas, como Director Musical:   "Guitarras y Épocas", (una de las primeras revistas editadas en México para aprender a tocar guitarra)  y en la afamada revista de "Guitarra Fácil", donde tantos aprendieron a tocar canciones de todo género en los años 70 y 80.
- Tobi y sus amigos. Así hizo llamar a la banda una vez que los silver rockets se desintegraron, junto a una de sus coristas que luego tiempo después terminó siendo su esposa ( Leticia Flores AKA: July Duran) Salían de gira presentándose en importantes centros nocturnos y hoteles de alto prestigió.  Después del nacimiento de su hijo la banda Tobi y sus amigos terminó por desintegrarse, esporádicamente Tobi y July Duran salían de gira. El dueto terminó desintegrándose en el año 2003.

Empezaron a surgir discrepancias que llevaron a su disolución. Una importante fue que, el vocalista y compositor Óscar Cossío Flores, "El Toby",  en las presentaciones que hacían, dejó de decir  "...y ahora con ustedes Los Silver Rockets". En lugar de ello empezó a llamar al grupo; "Tobi y sus amigos",  lo que contrariaba al resto de los integrantes. Como El Tobi esto debido a que él ya no se identificaba como Óscar cossio, Toby fue un apodo que le pusieron sus amigos ya que tenía un parecido semejante a Toby el de La pequeña Lulú una caricatura cómica, era el presentador, compositor y vocalista de las canciones, se convirtió en el director general del grupo,  este continuó así hasta que se disolvió. Óscar Cossio Flores falleció el día 20 de mayo de 2021, en la ciudad de Pachuca, Hidalgo.          
Óscar y Leticia tuvieron una solo hijo Héctor Cossío Flores 

## "La Pecosita"
Investigación realizada por Alejandro Delgado Camacho, amigo de "El Tobi" Óscar Cossio Flores, El tema "LA PECOSITA" fue grabado en otros países:
En España lo grabaron Miguel Ríos o Mike Ríos, los grupos The Megatones y The Brisks, 
En Argentina lo grabaron Los Jets, Los Pick Ups y Horacio Ascheri, en Chile lo grabó Willy Monti y en Colombia Los Daro Jets.
Cuando la Dra. Elvia Onésima Guzmán Sáenz, tenía 3 o 4 años de edad, (1960-1961)  los Silver Rockets ensayaban en la casa de la familia Guzmán (padres de la doctora) (Felipe Lara Arteaga vivía ahí con su hermana Leova Sáenz Arteaga, madre de la doctora).    Tobi conoció a la niña Elvia, pecosita y flaca (hasta hoy), y según se cuenta, se inspiró en ella para componer esta canción.